# Новотулка (Самарская область)
Новоту́лка — село в Хворостянском районе Самарской области. Административный центр сельского поселения Новотулка.

## География
Село находится на расстоянии примерно 11 км (по прямой) к северо-западу от села Хворостянка, административного центра района.

## История
Село основано в 1795—1799 годах. Первопоселенцы были из деревни Анисимово из-под Тулы. Позже стали подселяться переселенцы и из других местностей. Никольская церковь была построена в 1837 году. В советское время работали колхозы «Гигант», им. Масленникова, им. Буянова и «Власть Труда».

## Население
| 2010 |
| ---- |
| 1075 |

### Национальный состав
Согласно результатам переписи 2002 года, в национальной структуре населения русские составляли 93 % из 1005 чел.

## Улицы
| - ул. Заречная, - ул. Льва Толстого, - ул. Максима Горького, | - ул. Набережная, - ул. Советская, - ул. Степная. |